# Чипровци (нос)
Вижте пояснителната страница за други значения на Чипровци.
Носът Чипровци (на английски: Chiprovtsi Point) е свободен от лед морски нос от източната страна на входа в залива Нишава на северния бряг на остров Ръгед край западния бряг на остров Ливингстън, вдаващ се 400 m в протока Дрейк. Разположен 3.14 km на запад-северозапад от нос Херинг, 1.16 km на запад-северозапад от нос Симитли, 1.75 km на изток-югоизток от нос Шефилд, и 3.9 km югозападно от нос Старт. В продължение на носа се простира верига от малки островчета с дължина 400 m, Чипровски острови.
Наименуван е на град Чипровци в Северозападна България. Името е официално дадено на 15 декември 2006 г.
Картографиране британско от 1968 г., испанско от 1992 г. и българско от 2009 г.

## Карти
- L.L. Ivanov et al, Antarctica: Livingston Island, South Shetland Islands (from English Strait to Morton Strait, with illustrations and ice-cover distribution), 1:100000 scale topographic map, Antarctic Place-names Commission of Bulgaria, Sofia, 2005
- Л. Иванов. Антарктика: Остров Ливингстън и острови Гринуич, Робърт, Сноу и Смит. Топографска карта в мащаб 1:120000. Троян: Фондация Манфред Вьорнер, 2009. ISBN 978-954-92032-4-0